# Vermehrungsbau
Der Ausdruck Vermehrungsbau war in der Kaiserlichen Marine (1872 bis 1918) eine Bezeichnung für neugebaute Schiffe, die die Anzahl der Marineeinheiten tatsächlich erhöhten, im Gegensatz zu Ersatzbau, für ein Schiff, das eine ältere, außer Dienst zu stellende Einheit ablöste.
In der Reichsmarine sowie der Kriegsmarine wurde diese Unterscheidung nicht mehr gemacht.

## Beispiele
- Die Schiffsneubauten der Prinz-Adalbert-Klasse.

## Quelle
- Thomas Allnutt Brassey, John Leyland: The Naval Annual 1900. Adamant Media Corporation, 2000, ISBN 978-1421241760, S. 486. Google-Digitalisat.